# يون جي مين
يون جي مين (بالكورية: 윤지민)‏ هي ممثلة وعارضة أزياء كورية جنوبية، ولدت في 23 أكتوبر 1977 في كوريا الجنوبية.